# Bizaardvark
Bizaardvark je americký televizní sitcom stanice Disney Channel. Jeho první epizoda měla v USA premiéru 24. června 2016. Seriál vypráví o dvou nejlepších a talentovaných kamarádkách Paige a Frankie, které mají svoji internetovou show. Jejich snem je dostat se mezi populární lidi a být jako oni.

## Obsazení
Hlavní postavy
- Madison Hu jako Frankie Wongová (český dabing: Adéla Nováková)
- Olivia Rodrigová jako Paige Olvereová (český dabing: Klára Nováková)
- Jake Paul jako Dirk Mann (1.–2. řada), (český dabing: Oldřich Hajlich)
- DeVore Ledridge jako Amelia Duckworth (český dabing: Marika Šoposká)
- Ethan Wacker jako Bernard "Bernie" Schotz (český dabing: Matěj Převrátil)
- Maxwell Brooke Simkins jako Zane (3. řada), (český dabing: Matěj Macháček)
- Elie Samouhi jako Rodney (3. řada), (český dabing: Matěj Havelka)

Vedlejší postavy
- Jonathan McClain jako Liam (český dabing: Petr Neskusil)
- Maya Jade Frank jako Belissa (český dabing: Kristýna Skružná)
- Ellen Ratner jako Bernieho babička (český dabing: Daniela Bartáková)
- Rachna Khatau jako Ředitelka Karen (český dabing:Anna Theimerová) (od 2.řady)
- Caitlin Reagan jako Sara "Vrba" Kachňáková (3. řada), (český dabing: Linda Křišťáková)

## Vysílání
| Řada | Díly | Premiéra v USA    | Premiéra v USA | Premiéra v ČR      | Premiéra v ČR      |
| Řada | Díly | První díl         | Poslední díl   | První díl          | Poslední díl       |
| ---- | ---- | ----------------- | -------------- | ------------------ | ------------------ |
| 1    | 20   | 24. června 2016   | 27. ledna 2017 | 10. září 2016      | 11. listopadu 2017 |
| 2    | 22   | 23. června 2017   | 13. dubna 2018 | 18. listopadu 2017 | 29. září 2018      |
| 3    | 21   | 24. července 2018 | 13. dubna 2019 | 14. ledna 2019     | 21. května 2019    |